# Hourglass
Hourglass es el segundo álbum solista de Dave Gahan, músico más conocido por ser el cantante del grupo inglés de música electrónica Depeche Mode, producido durante el verano de 2007 y publicado en octubre del mismo año.
Fue producido por el propio Gahan, Christian Eigner y Andrew Phillpott, quienes también coescribieron todas las canciones junto con él. De hecho, el álbum se presentó como el segundo trabajo solista de Dave Gahan, aunque en la práctica haya sido realizado por el trío que conformara con Eigner y Phillpott.
Hourglass es un material mucho más electrónico que Paper Monsters, su álbum debut de 2003, y por lo mismo bastante cercano a la música de Depeche Mode. En realidad, para el álbum Playing the Angel de Depeche Mode en 2005, Gahan ya había aportado por primera vez tres canciones, las que también escribió con Eigner y Phillpott, por lo cual Hourglass es un material prácticamente idéntico o paralelo a sus temas para DM; además, Eigner participa desde 1997 como baterista en los conciertos de Depeche Mode, igual que Phillpott quien fue miembro del equipo técnico del grupo.

## Listado de canciones
El álbum apareció en cuatro ediciones, la estándar solo en disco compacto, como edición de lujo en CD+DVD con contenido adicional, en doble disco de vinilo y en edición digital.

### Edición en CD
Como en los álbumes de DM, ésta refleja el contenido estándar.
| Hourglass |                     |          |  |
| N.º       | Título              | Duración |  |
| 1.        | «Saw Something»     | 5:14     |  |
| 2.        | «Kingdom»           | 4:34     |  |
| 3.        | «Deeper and Deeper» | 4:34     |  |
| 4.        | «21 Days»           | 4:35     |  |
| 5.        | «Miracles»          | 4:38     |  |
| 6.        | «Use You»           | 4:48     |  |
| 7.        | «Insoluble»         | 4:57     |  |
| 8.        | «Endless»           | 5:47     |  |
| 9.        | «A Little Lie»      | 4:34     |  |
| 10.       | «Down»              | 4:34     |  |

### Edición de lujo
El álbum Hourglass apareció en dos ediciones, una normal solo con el disco y otra acompañada de un DVD, tal y como ya se había hecho con su primer álbum, Paper Monsters, y también con Playing the Angel de Depeche Mode.
Disco uno, CD
Hourglass
Disco dos, DVD
1. Hourglass: A Short Film (mini-documental sobre la realización del disco)
2. Kingdom (video promocional dirigido por Jaron Albertin)
3. Hourglass, the Studio Sessions. Con Dave Gahan, Christian Eigner a la batería, Tony Hoffer en la guitarra, Graham Finn en el bajo y Bruce Brody al teclado.
  1. Saw Something
  2. Miracles
  3. Kingdom
  4. A Little Lie
  5. Endless (videomontaje con escenas varias; es la canción más austera de todas las sesiones, el acompañamiento consiste solo de piano)
4. Créditos (con la musicalización de Saw Something)

El DVD tiene tres huevos de Pascua virtuales. Un modo de acceder a ellos es elegir la opción de reproducir todas las sesiones de estudio (Play All), al acabar las cinco aparece la opción de volver al menú principal del DVD (Main Menú) junto con una cruz y un apóstrofo; ambos símbolos son elegibles y son dos de los contenidos ocultos. La otra es al acabar los créditos, en donde aparecen los mismos símbolos así como el tercero.

### Edición enLP
Hourglass apareció también en formato de disco de vinilo en ambos lados del mundo, presentado no en uno sino en dos discos cuyos lados están ordenados alfabéticamente del A al D, como se ha hecho con varios álbumes de Depeche Mode desde 1993.
| Lado A 1. Saw Something 2. Kingdom Lado B 1. Deeper and Deeper 2. 21 Days 3. Miracles | Lado C 1. Use You 2. Insoluble Lado D 1. Endless 2. A Little Lie 3. Down |

Esta edición solo aparece conteniendo además el álbum en su edición de CD.

### Edición digital
El álbum Hourglass apareció también en edición  digital y en ese formato aparece adicionalmente con tres de los temas en nuevas mezclas.

| Pistas adicionales en la edición digital |                                     |          |  |
| N.º                                      | Título                              | Duración |  |
| 11.                                      | «Kingdom» (Digitalism Remix)        | 5:36     |  |
| 12.                                      | «Use You» (K10K Remix)              | 6:03     |  |
| 13.                                      | «Deeper and Deeper» (Shrubbn!! Dub) | 4:43     |  |

## Créditos
Las siguientes personas contribuyeron a Hourglass:
David Gahan, Letras, producción y voz en todos los temas.
Andrew Phillpott, Musicalización, Guitarra, bajo y producción.
Christian Eigner, Musicalización, batería y producción.
Tony Hoffer, Mezcla en Chung King Studios; guitarra e Ingeniería en A Little Lie.
John Frusciante, solo de guitarra en Saw Something.
Graham Finn, bajo en Kingdom, guitarra en 21 Days.
Niko Stoessl, guitarra adicional en Kingdom y Use You; también hace las voces adicionales de las dos canciones; asimismo se encargó de la edición adicional en ambas.
Kevin Murphy, violonchelo en Saw Something.
Jenni Muldaur, segunda voz en Down.
Karl Ritter, dobro en Down.
Stephen Marcussen, Masterización.
Kurt Uenala, Edición adicional e Ingeniería.
Ryan Hewitt, Grabación e Ingeniería.
Andy Marcinkowski, asistencia de mezcla; asistencia de ingeniería en A Little Lie.

## Sencillos
- Kingdom
- Saw Something/Deeper and Deeper (solo para Europa)

Para el álbum únicamente se realizaron dos videos promocionales, Kingdom dirigido por Jaron Albertin, y Saw Something dirigido por Barney Clay.
Lados B
Los únicos temas que quedaron fuera de Hourglass y se presentaron como lados B de los sencillos son las canciones Tomorrow y Love Will Leave, también de Gahan, Eigner y Phillpott.

## LIVE from SoHo
Con el álbum Hourglass, a diferencia de su primer trabajo solista, Dave Gahan no realizó gira promocional, en lugar de ello se lanzó una pequeña presentación que realizara el 23 de octubre de 2007 en Nueva York, en forma de un EP digital con siete temas del álbum totalmente en vivo bajo el nombre LIVE from SoHo; solo a través de iTunes.
Contenido
1. Saw Something
2. Kingdom
3. Deeper and Deeper
4. Use You
5. Endless
6. A Little Lie
7. Miracles

Live from SoHo es una serie de EP exclusivamente digitales en la cual han participado músicos y bandas como Linkin Park y Maroon 5.

## Hourglass Remixes
Hourglass Remixes es una compilación exclusiva para el continente americano, que como su nombre revela contiene remezclas de los temas del álbum de estudio Hourglass.
La compilación apareció solo como edición estándar en formato de LP acompañada de su propia edición en CD, el cual contiene otras tres mezclas adicionales.
Disco de vinilo
Lado A
1. Deeper and Deeper (Juan Maclean Club Mix)
2. Kingdom (Booka Shade Club Remix)
3. Love Will Leave (Kap10Kurt Mix)
4. Use You (Maps Remix)

Lado B
1. Deeper and Deeper (T. Raumschmiere Remix Extended)
2. Kingdom (Digitalism Remix)
3. Saw Something (Onur Ozer)
4. Deeper and Deeper (Sebastien Leger Remix)

Disco compacto
1. Deeper and Deeper (Juan Maclean Club Mix)
2. Kingdom (Booka Shade Club Remix)
3. Love Will Leave (Kap10Kurt Mix)
4. Use You (Maps Remix)
5. Deeper and Deeper (T. Raumschmiere Remix Extended)
6. Kingdom (Digitalism Remix)
7. Saw Something (Onur Ozer)
8. Deeper and Deeper (Sebastien Leger Remix)
9. Kingdom (Rosario's Big Room Vocal)
10. Saw Something (Skreamix)
11. Deeper and Deeper (SHRUBBN!! FX Instrumental)

## Datos
- Las canciones Insoluble y Endless están continuadas entre sí.

- El músico austriaco Karl Ritter, quien toca el dobro en Down, tiene junto con Christian Eigner y su otro coterráneo Al Slavik la banda Sel Gapu Mex.

- Además de haber colaborado con Gahan en sus canciones para Playing the Angel y en Hourglass, Andrew Phillpott coprodujo también en 2003 el álbum Counterfeit² de Martin Gore.

- La edición japonesa de Hourglass contiene adicionalmente como número 11 la versión Digitalism Remix de Kingdom.

- Hourglass fue escrito, producido y grabado en un período de tan solo dos meses.

En ese sentido, Hourglass parece casi una continuación de sus tres temas para Playing the Angel, lo cual se debe a que la colección la lleva a cabo otra vez con Eigner y Phillpott, con quienes revela una muy buena complementación para trabajar. Por otro lado, las letras son más seguras y muy introspectivas pues, como el mismo Gahan ha declarado reiteradamente, su más importante referente al componer es Martin Gore.
Según se manejó en algunos medios, Gahan reveló estar decepcionado por nunca antes haber escrito canciones, aunque cabe destacar que en el álbum Songs of Faith and Devotion de Depeche Mode en 1993 su intervención directa fue fundamental para darle una orientación más rock en oposición al tradicional sonido electrónico del grupo.
Y es que Hourglass parece ser una síntesis de los aportes musicales de Dave Gahan a Depeche Mode, con reminiscencias del sonido eminentemente punk roquero del Songs of Faith and Devotion pero también imbuido en la tendencia electrónico industrial que distinguió al álbum Playing the Angel, el cual evidentemente es su referente más cercano. Por otro lado, se elogió su mayor incorporación con la música electrónica contemporánea, con buenas atmósferas sintéticas, coqueteando con el Trip-Hop, acompañándose de instrumentos acústicos trastocados por el elemento electrónico presente en todos los temas.
En ello, Hourglass se acerca más a lo hecho por David Gahan en su larga carrera con Depeche Mode que a Paper Monsters, su álbum debut solista en 2003, y las canciones Suffer Well, I Want It All y Nothing's Impossible son las que realmente marcan la pauta para las que conforman la colección; con la cadencia y dinamismo de Suffer Well, el Trip-Hop que caracteriza a la desoladora I Want It All y sobre todo Nothing's Impossible.
Sobre la tendencia electro, ello es lo más llamativo de la colección, después de todo el álbum se mueve todo el tiempo entre el punk que el cantante siempre quiso hacer y el electrónico que en toda su carrera profesional ha sido la etiqueta del grupo que lo volvió famoso. Sin embargo, curiosamente Depeche Mode con los años ha ido nutriendo y abundando su propia música con nuevos elementos llegando a ser considerado más recientemente como un grupo de música alternativa. Así pues, Hourglass es para muchos una vuelta de Dave Gahan al inicio, a lo más básico, o sea, en su caso, la música sintética.

## Canción por canción
Saw Something tiene un inicio meramente Trip-Hop acompañado de muchos sonidillos electrónicos par dar paso a una letra sobre amor e introspección. No solo es la canción más romántica del álbum, sino que en palabras del mismo Gahan fue a partir de ella que se le ocurrió hacer todo un nuevo disco, pues él mismo revela que fue la primera en concebir, pero en lugar de presentarla a Martin Gore y a Andy Fletcher, la reservó para su segunda placa solista, representando así el camino que sigue toda la colección, con su atmósfera sintética, tristona y suplicante. La letra, bastante romántica, es afligida y con la música se oye todo el tiempo como una balada electrónica plenamente del tipo de las de DM.
Kingdom Con elementos de la corriente de música industrial, de música gótica, el tema se plantea como una canción de amor encarnado, aunque sobresale la musicalización fuerte, electroacústica, pero más que nada muy sintetizada, lo cual ejemplifica perfectamente el sonido del disco entero. La letra es agresiva y alegórica, por lo que es una suerte de industrial romántico.
Deeper and Deeper es la primera canción en verdad agresiva del disco. Recuerda el experimentalismo de la década de los noventa en la música electrónica, pero con una letra más cínica con todo y la distorsionada voz de Gahan pidiendo cadenciosamente amor.
21 Days es una canción electro-punk que aún recuerda a las primeras experiencias de Dave Gahan haciendo música con su ritmo estoico y su letra indiferente. Es un tema todavía algo endeudado con el sonido grunge de la década de los noventa, o sea, una suerte de canción realizada por el simple placer de hacer música y en la cual la letra es lo de menos.
Miracles es la canción más dulce y apacible del disco, aunque solo en lo musical. Con una letra sobre amor y devoción, se acerca más que todas a los constantes temas religiosos de Martin Gore en Depeche Mode, además se plantea como un tema reflexivo, meditabundo, añorante, casi un rezo, pero a la vez una completa contradicción, es un juicio sobre sentimientos encontrados. La musicalización sin embargo es muy electrónica, por lo cual no cae en el minimalismo.
Use You comienza como una función de soul, con bajo y batería, para convertirse en una de las canciones más agresivas e industriales de todo el álbum.
Insoluble es una de las canciones más tranquilas del álbum, aunque sin llegar al minimalismo expreso del cual frecuentemente ha hecho gala Depeche Mode, sin embargo encuentra su punto más fuerte en la letra de amor y comprensión de Gahan, quien así sigue mostrándose como el alumno más adelantado de Martin Gore. Cabe destacar que la musicalización, a diferencia de las otras del álbum, es meramente electrónica y el único elemento “acústico” presente es el discretísimo efecto de piano.
Endless es otra función electro-ambiental con mucho acercamiento al Trip-Hop, aunque los sonidos electroacústicos recuerdan más que nada a las atmósferas sintéticas del álbum Exciter de Depeche Mode, pues también hace una sensual y muy voluptuosa propuesta de entendimiento, convirtiéndose probablemente en una de las líricamente más logradas de toda la colección.
A Little Lie es una canción con una lograda musicalización electroacústica y elementos de industrial, el tema se impone como un canto a las dificultades y al perdón, al problema que representan las relaciones mismas, enmarcado en una ambientación electro-rock. La letra, pesarosa y afligida, recuerda de algún modo temas como Walking in My Shoes de Depeche Mode al hablar también sobre tribulaciones; es solo Una Pequeña Mentira.
Down cierra el álbum nuevamente con una musicalización electro con acompañamiento de una acompasada batería que la vuelven tan sombría como su misma letra, consiguiendo de algún modo aproximarse a las viejas tendencias de la música gótica. La lírica cae evidentemente en lo dramático pero sin ser demasiado lúgubre, es más bien triste, pesada, al hablar de soledad, deseo de compañía y de ayudar en la caída, mientras que la música es solo un acompañamiento.